# Komora celna austriacka w Modlnicy
Komora celna austriacka w Modlnicy – obiekt znajdujący się w Modlnicy, w powiecie krakowskim. 
Obiekt pochodzący z początku XX wieku, został wpisany do rejestru zabytków nieruchomych województwa małopolskiego.